# Limburg United in het seizoen 2024/25
Het seizoen 2024/2025 was het 11e jaar in het bestaan van de Limburgse basketbalclub Limburg United (sponsornaam: Hubo Limburg United) sinds de oprichting in 2014.

## Verloop
De club kwam uit basketbalcompetitie van Nederland en België, de BNXT League. Volgende spelers verlieten de club: Roman Penn, Myles Cale, Anthony Lambot, Ferre Vanderhoydonck, Thomas Van Ounsem, Maxime De Zeeuw en Osun Osunniyi. Nieuwe spelers waren de Belgen Thibault Vanderhaegen en Tom Di Maria en de Amerikanen Robert Jones, Jaren Holmes en Elijah Pemberton.
Eind oktober 2024 werd het contract van Robert Jones stopgezet daarnaast kwam Javion Ogunyemi als versterking. Begin november 2024 tekende Jo Van Buggenhout bij Limburg nadat hij een dag eerder zijn contract verbroken zag bij de Antwerp Giants. Midden januari 2025 vertrok topschutter Elijah Pemberton. In maart 2025 tekende de Belg Nathan Missia-Dio.
In de beker van België won Limburg van Leuven Bears B waarna ze in de kwartfinale verloren van de Antwerp Giants. In het reguliere seizoen van de BNXT League werd Limburg vierde. In de nationale play-offs wonnen ze in de kwartfinale van Brussels Basketball. In de halve finale tegen Kangoeroes Mechelen verloor Limburg met 3-2 waarna het seizoen erop zat.

### Europees basketbal
Limburg speelde in de FIBA Europe Cup waar ze in de reguliere seizoen derde werden in hun groep met het Portugese FC Porto, het Griekse PAOK BC en het Hongaarse Szolnoki Olajbányász. Hierdoor werden ze uitgeschakeld.

## Ploeg
Antwerp Giants ·
Brussels Basketball ·
Den Helder Suns ·
Donar ·
Feyenoord ·
Heroes Den Bosch ·
Kangoeroes Basket Mechelen ·
Kortrijk Spurs ·
Landstede Hammers ·
Leuven Bears ·
Limburg United ·
LWD Basket ·
Okapi Aalst ·
Oostende ·
PrismaWorx BAL ·
Spirou Charleroi ·
QSTA United ·
Union Mons-Hainaut ·
ZZ Leiden